# 泽伯斯多夫
泽伯斯多夫（法語：Zœbersdorf，发音：[zøbəʁsdɔʁf] 或 [t͡søbəʁsdɔʁf]；德语：Zöbersdorf）是法国下莱茵省的一个市镇，属于萨韦尔讷区和布克斯维莱尔县（Bouxwiller）。该市镇总面积1.85平方公里，2009年时的人口为182人。

## 人口
泽伯斯多夫人口变化图示